# Phobos-Grunt

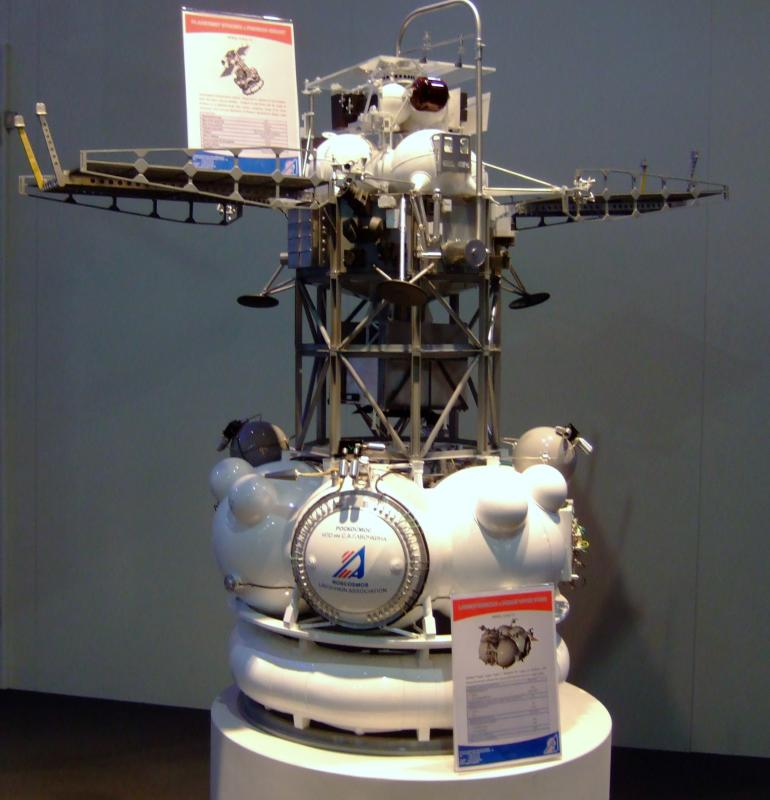
Model van Phobos-Grunt met onderaan de aandrijftrap met brandstoftanks. De Chinese satelliet Yinghuo-1 bevindt zich in het middengedeelte

Phobos-Grunt (Russisch: Фобос-Грунт) ("Phobos-grond") was een Russische ruimtesonde, gelanceerd in 2011, en ontworpen om op de Marsmaan Phobos te landen en een monster van de bodem van die maan terug te brengen naar de aarde. De sonde nam ook Yinghuo-1, een kleine Chinese satelliet mee die in een baan rond Mars moest gebracht worden. Aan boord was tevens het experiment LIFE (Living Interplanetary Flight Experiment) van de Californische Planetary Society. Dit is een kleine capsule met een gewicht van hooguit 100 gram, waarin staaltjes van een tiental micro-organismen (bacteriën, archaea en eukaryoten) de reis naar Mars en terug zouden maken. Daarmee wilde men nagaan of organismen een langdurige blootstelling aan de sterke straling in de ruimte kunnen overleven.
Door een probleem bij de lancering kwam de Phobos-Grunt in een baan om de Aarde terecht die niet geschikt was om de reis naar Mars te vervolgen. De Phobos-Grunt stortte na twee maanden in de Stille Oceaan.

## Verloop van de missie

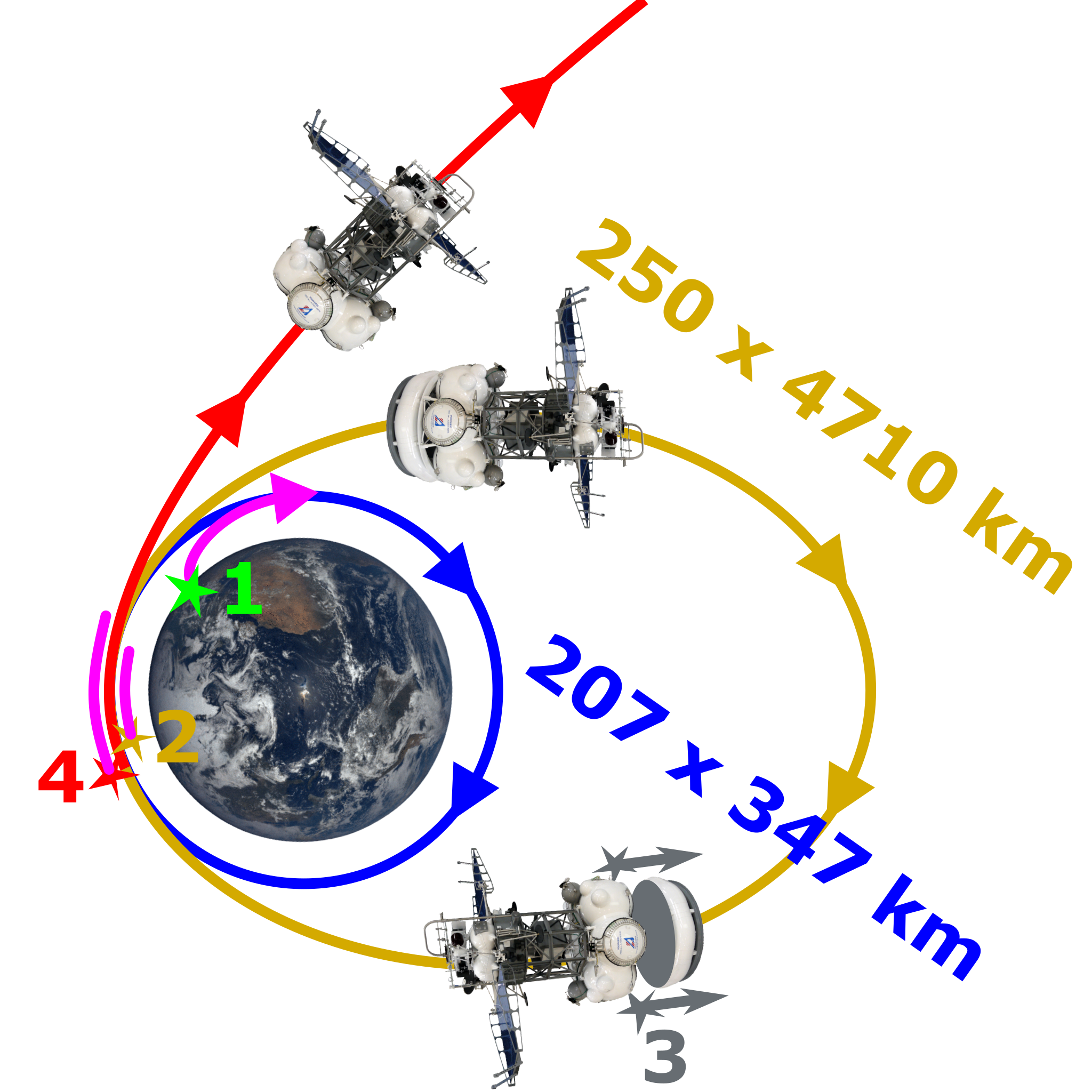
Geplande lancering:
1. Lancering vanop Bajkonoer
2. Overgang naar elliptische transferbaan
3. Afwerpen brandstoftank
4. Vertrek op weg naar Mars

Phobos-Grunt werd op 8 november 2011 om 20.16 UTC (9 november plaatselijke tijd) gelanceerd vanop Kosmodroom Bajkonoer met een Zenit-2SB-raket. Die plaatste de sonde samen met de bovenste trap in een lage parkeerbaan rond de aarde. Daarna zou de raketmotor van die bovenste trap Phobos-Grunt eerst in een elliptische transferbaan brengen. Na afwerpen van een lege brandstoftank zou de motor dan een tweede maal ontstoken worden om Phobos-Grunt op weg naar Mars te zetten. Daar zou ze in oktober 2012 aankomen, de Yinghuo-1 in een baan rond Mars brengen en in februari 2013 landen op Phobos. De terugkeer op de Aarde was voorzien voor augustus 2014. Het landingsgedeelte dat op Phobos achterbleef zou nog verdere metingen kunnen verrichten en het Marsoppervlak observeren vanaf de maan.
De missie liep echter kort na de lancering mis. De eerste ontsteking van de raketmotor van de bovenste trap bleek niet te zijn gelukt en de sonde bleef in haar parkeerbaan rond de aarde draaien. Op 11 november verloor de vluchtleiding bovendien het contact met de sonde. In de dagen daarna mislukten verdere pogingen om contact te krijgen met het tuig. Op 22 november 2011 moest de vluchtleiding toegeven dat er nog weinig hoop restte om de missie te redden en dat de kans reël was dat de sonde, met een totaal gewicht van meer dan 13 ton (inclusief de niet-verbruikte giftige brandstof distikstoftetraoxide en unsymmetrical dimethylhydrazine) na enkele weken in de dampkring zou terugvallen en grotendeels opbranden. Daarna slaagde men er in, om enige malen contact te leggen met de sonde, maar de ontvangen data bleken niet bruikbaar. Het automatische besturingssysteem scheen te werken, maar het tijdvenster naar Mars sluit eind november (de onderlinge afstand tussen de planeten wordt dan te groot). Indien men de sonde niet aan de praat zou krijgen, zou deze omstreeks half januari 2012 terugkeren in de dampkring.
Op 15 januari 2012 stortten de resten van Phobos-Grunt in de Stille Oceaan, voor de Chilleense kust.